# Maria Kahle
Maria Kahle (* 3. August 1891  in Wesel; † 15. August 1975 in Olsberg/Sauerland) war eine völkische deutsche Schriftstellerin und Parteigängerin des NS-Regimes.

## Leben

### Kaiserreich und Weimarer Republik
Maria Kahle war die Tochter eines Bahnbeamten und verbrachte die ersten zwölf Lebensjahre in Wulfen/Westfalen. 1908 zog die Familie nach Olsberg (Ruhr). Nach dem Besuch der Volks- und Handelsschule sowie privaten Musik- und Sprachstudien arbeitete Maria Kahle als Bürokraft in Münster/Westfalen. 1913 unternahm sie eine Reise nach Brasilien, um eine dort lebende Tante zu besuchen. Sie knüpfte Kontakte zur deutschen Kolonie in Brasilien. Nachdem ihr 1914 der Beginn des Ersten Weltkrieges die Rückkehr nach Europa unmöglich gemacht hatte, ließ sie sich zur Journalistin ausbilden und arbeitete als Redakteurin für die deutschsprachige Zeitung Der Urwaldbote in Blumenau. Sie engagierte sich besonders für die Belange der deutschen Siedler in ihrem Gastland. Gegen Kriegsende verbrachte sie eine Zeit lang zurückgezogen im Landesinnern Brasiliens. Ab 1919 war sie Auslandskorrespondentin in Rio de Janeiro und São Paulo, daneben unternahm sie Vortragsreisen in ganz Südamerika, deren Erträge sie der von ihr begründeten „Ostmarkhilfe“ spendete.
Ab 1920 hielt sich Kahle wieder in Europa auf, wo sie ihre Vortragsreisen fortsetzte. In den folgenden Jahren war sie aktiv in der völkisch-nationalen Bewegung der Weimarer Republik und kam in Kontakt mit dem antisemitischen und antidemokratischen „Jungdeutschen Orden“, für den sie von 1924 bis 1926 Redakteurin bei der Kasseler Tageszeitung Der Jungdeutsche war. 1923 schrieb sie nach dem gescheiterten Hitler-Ludendorff-Putsch ein Gedicht Adolf Hitler, den sie mit dem preußischen antifranzösischen Offizier Schill gleichsetzte, wie dieser so auch Hitler ein „lodernd Herz“ mit leider gescheitertem „Befreiungsschwerte“, zu dessen „Jüngern“ auch sie „einst“ gehören werde.
Ende der 1920er Jahre schloss sie sich wie Josefa Berens-Totenohl, Christine Koch oder Heinrich Luhmann dem von Georg Hermann Nellius gegründeten völkischen Sauerländischen Künstlerkreis (SKK) an. Geleitet wurde der Kreis in den Folgejahren von Hans Menne, NSDAP-Mitglied seit 1924. Nach der Machtübergabe wurde der SSK von der NSDAP als repräsentative Vereinigung der Sauerländer Kulturträger angesehen. Die „nationalsozialistische Revolution“ erfüllte seine Mitglieder „mit großer Freude“, wie sie in gemeinsamer Erklärung im westfälischen Central-Volksblatt des Zentrums bekundeten. Der SKK war Mitglied im rosenbergschen Kampfbund für deutsche Kultur. Steffen Stadthaus von der Literaturkommission des Landschaftsverbands Westfalen-Lippe sieht sie gemeinsam mit Josefa Berens-Totenohl als „politische Aktivistin“ in der völkischen Szene. Einen Einblick in ihre poetologische Perspektive in diesen Jahren bietet etwa ihr Gedicht Volk, Freiheit, Vaterland (1927).
1928 war sie studienhalber eine Zeitlang als Fabrikarbeiterin tätig.

### Nationalsozialismus
Die Machtübergabe feierte sie mit überschwänglichen Worten und im Sinne einer künftigen aggressiven staatlichen Expansion, da ja „Adolf Hitler ... schon von früher Jugend an die heilige Überzeugung“ vertreten habe, dass Staatsgrenzen keine Volksgrenzen seien und Deutschland weiter reiche als bis an die Grenzen des deutschen Reiches. „Unfaßbar Großes“ sei 1933 geschehen, erklärte sie in ihrer Schrift Die deutsche Frau und ihr Volk. „Wir“ – gemeint war die deutsche Bevölkerung unter Ausschluss der „nichtdeutschen“ Minderheiten – seien durch einen „aus überflammender Liebe zu Deutschland starken Führer erweckt“ worden.
Kahle zählte zu den entschiedenen Propagandisten des neuen Regimes, für das sie 1934 auf einer Südamerikareise vor „Volksdeutschen“ Reden hielt und das sie noch bis in die Endphase des Zweiten Weltkriegs bedingungslos unterstützte. Am 28. Dezember 1939 beantragte sie die Aufnahme in die NSDAP und wurde zum 1. Februar 1940 aufgenommen (Mitgliedsnummer 7.499.704). Vorher schon war sie Mitglied in zwei der Partei angeschlossenen Verbänden, dem Deutschen Frauenwerk und dem Volksbund für das Deutschtum im Ausland. Für diese wie auch z. B. für die Organisation „Kraft durch Freude“ (KdF) unternahm sie zahlreiche propagandistische Vortragsreisen. Bereits 1935 honorierte der VDA ihre „volksdeutschen“ Bemühungen mit der Vergabe seiner höchsten Auszeichnung, der „Silbernen Plakette“, und noch im selben Jahr wurde sie von Rudolf Heß, Reichsminister und „Stellvertreter des Führers“, persönlich empfangen.
1941 erklärten Kahle und andere regionale Autoren wie Josefa Berens-Totenohl, Heinrich Luhmann oder Fritz Nölle in der NS-Zeitschrift Heimat und Reich, dem Zentralorgan der westfälischen Kultur- und Literaturpolitik, sich in einem Kriegsbekenntnis westfälischer Dichter zu „Soldaten des Wortes“.
Ab 1942 litt Maria Kahle unter einer schweren Erkrankung, in deren Folge sie ihre literarischen Aktivitäten stark einschränken musste.
Maria Kahle begann als Autorin unter dem Eindruck ihres Brasilienaufenthalts mit dem Verfassen von Religions- und Naturlyrik. Ihre Werke der 1920er und 1930er Jahre, die sich thematisch häufig mit dem Auslandsdeutschtum, aber auch ihrer westfälischen Heimat befassen, sind geprägt von ihrer völkisch-rassistischen Weltanschauung.

### Nach NS-Ende
Erst 1949 beantragte Kahle ihre Entnazifizierung und behauptete zu diesem Zeitpunkt, „weder Parteimitglied ... noch irgendwie ein Amt in Parteiorganen gehabt“ zu haben. Sie sei „Anwärterin ohne Mitgliedsausweis 1942“ gewesen. Sie habe eine „Befehdung … durch die Partei“ und den „Kampf der [Deutschen] Frauenschaft und ... [deren] Boykott“ auszuhalten gehabt. In einer Liste ihrer Publikationen zwischen 1923 und 1942 beschränkte sie sich auf 14 unverfängliche Titel. Sie legte Entlastungserklärungen u. a. von Josef Bergenthal, Friedrich Castelle, Christine Koch und Wilhelm Münker vor. Der Entnazifizierungsausschuss übernahm ihre Angaben zu ihrer angeblichen Nichtmitgliedschaft in der NSDAP, behauptete, Kahle habe „als Schriftstellerin und Rednerin“ „nachweislich der Heimatbewegung und den Volksarmen“ gedient und kategorisierte sie als „entlastet“ (Kategorie V).
In der Sowjetischen Besatzungszone und der Deutschen Demokratischen Republik wurden zahlreiche ihrer Schriften auf die Liste der auszusondernden Literatur gesetzt.
Nach 1945 verlegte Kahle sich auf das Verfassen unpolitischer Jugend- und Heimatliteratur.
Nachdem die Schriftstellerin 1957 noch mit dem Bundesverdienstkreuz ausgezeichnet werden sollte, ist inzwischen ihre frühere positive Würdigung der kritischen Analyse gewichen. 1994 hieß es, sie habe den Weimarer Verfassungsstaat „offensiv und öffentlich und hauptberuflich“ bekämpft, habe sich dem Antisemitismus geöffnet und „ein biologisch-rassistisches Gesellschaftsbild“ vertreten. Noch 1943 habe sie „systemstabilisierende Durchhalteparolen“ vorgetragen.

## Rezeption in öffentlichen Akten, Kritik, Rücknahmen

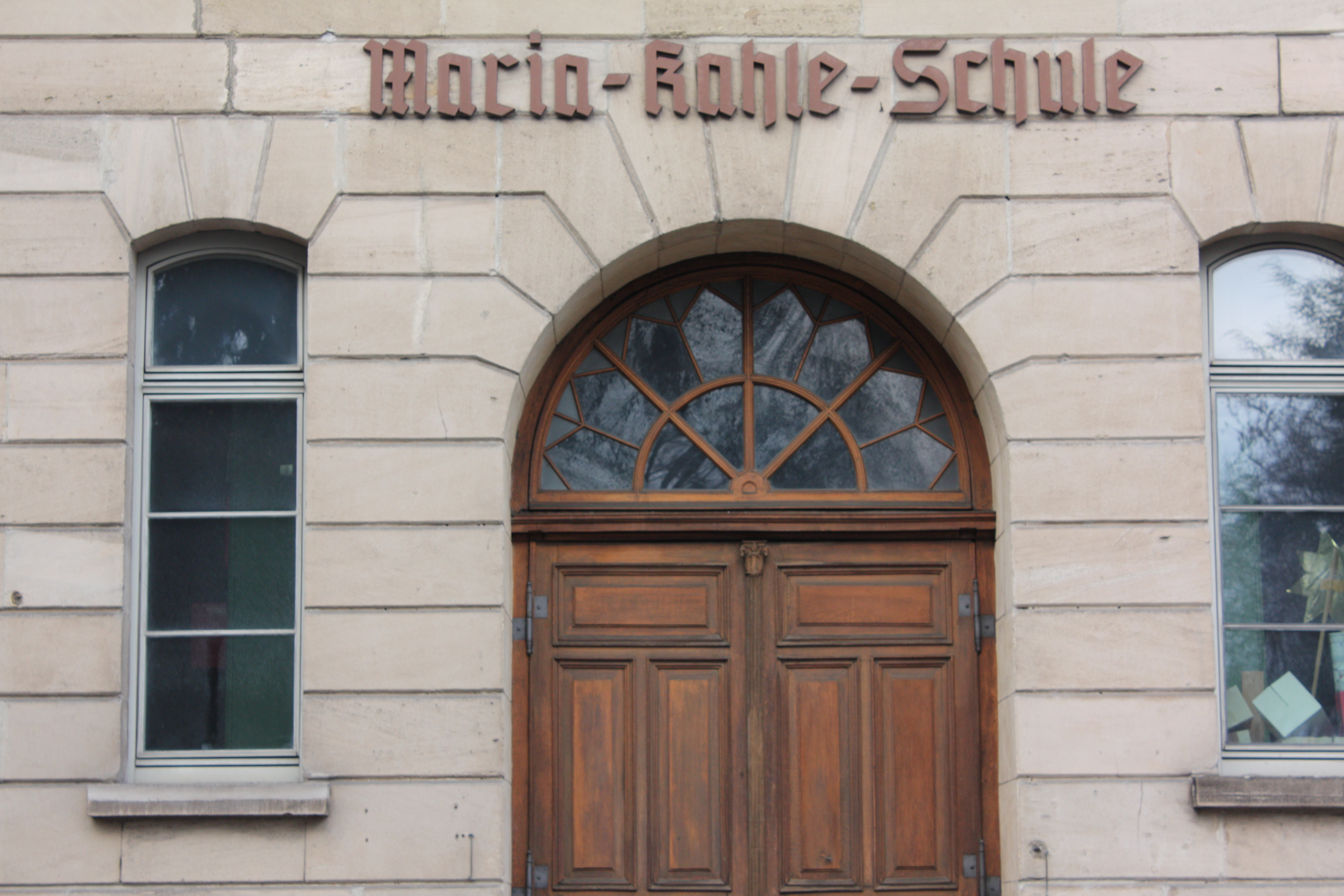
„Maria-Kahle-Schule“ in Schwäbisch Gmünd (2011)

- 1936: Benennung einer Schule in Schwäbisch Gmünd nach der Autorin[24]
- 1937: zweite Empfängerin des von 1935 bis 1943 alle zwei Jahre vergebenen, mit 10.000 Reichsmark dotierten Westfälischen Literaturpreises nach Josefa Berens-Totenohl und vor Karl Wagenfeld, Heinrich Luhmann und Christine Koch
- 1952: Vorschlag des Heimatvereins Wulfen zu Straßenbenennung nach Kahle, der aus unbekannten Gründen nicht realisiert wird.[25]
- 1957: Vorschlag zur Verleihung des Bundesverdienstkreuzes, nicht realisiert[16][26]
- 1960: Auszeichnung mit der von 1959 bis 1993 jährlich vergebenen Agnes-Miegel-Plakette des „Tatenhauser Kreises“ (Warendorf)[27] für „Verdienste um die ostdeutsche Kultur und die Integration der Vertriebenen“. Vorläufer der Auszeichnung war eine seit 1936 von der NS-Kulturgemeinde verliehene Agnes-Miegel-Plakette.[28]
- 2004: Veröffentlichung eines Textes von Kahle in dem von der Geschichtsgruppe des Heimatvereins Wulfen erarbeiteten Heimatbuch Wulfen – Geschichte und Gegenwart[29]

Nach 1945 wurden in verschiedenen westfälischen Orten Straßen nach Kahle benannt, indessen aber in jüngerer Zeit angesichts des NS-Engagements der Geehrten zum Teil wieder umbenannt, so 2013 in Sundern und in Olsberg. In Olsberg war Josef Rüther, linkskatholischer Publizist und im Nationalsozialismus Restriktionen und Verhaftungen ausgesetzt, der neue Namensgeber. Eine Diskussion in den 1990er Jahren zur Neubenennung einer Straße in Dorsten-Wulfen nach ihr endete mit der Ablehnung des Vorschlags.
In Schwäbisch Gmünd wurde der Name 2010 zurückgenommen. Widerspruch kam 2013 aus einer der für ihre antisemitischen Traditionen bekannten Piusbruderschaft verbundenen Organisation mit dem Namen Katholische Jugendbewegung. Es hieß, Kahle werde „von den geistigen Nachkommen der 68er“ „post mortem denunziert“. Nur „zunächst“ sei sie eine NS-Anhängerin gewesen, da sie die NS-Bewegung irrtümlich für „eine zutiefst religiöse Bewegung“ gehalten habe. Zur Verteidigung Kahles als „volkstümliche“ Dichterin bezieht der Autor sich auf den prominenten katholischen Antisemiten Julius Langbehn und in der Benennungsfrage auf die Kritik der Wochenzeitung Junge Freiheit an „politisch korrekten Säuberungen“ NS-belasteter Namensgebungen.
Einer undatierten biografischen Darstellung der Universitätsbibliothek Münster (etwa 2013) gilt Kahle als „intensiv“ bzw. „stark“ für die damalige deutsche „völkisch-nationale Bewegung“ „engagiert“ und ab 1933 dann als „bedeutende Propagandistin des Naziregimes“. Dafür stehe das von ihr verbreitete „religiös-verbrämte völkische Gedankengut“, das allerdings ohne Zäsur vor wie nach 1933 von ihr vertreten wurde.
Durchweg kritisch sowohl aus literaturfachlicher (unter Verweis auf die „ernsthafte Literaturkritik“: „Schwulst“) als aus vergangenheitspolitischer Sicht beurteilt sie eine von zahlreichen Kennern der westfälischen Literaturgeschichte verfasste, 2014 erschienene Netzpublikation.

## Schriften
- Deutsches Flottenlied, Rio de Janeiro 1915
- Liebe und Heimat, São Paulo 1916
- Deutsche Dichtkunst in Brasilien, Blumenau 1917
- Deutsche Worte, São Leopoldo [u. a.] 1917
- Gegrüßet seist Du, Königin! Mönchengladbach 1921
- Urwaldblumen, Mönchengladbach 1921
- Am Rhein, Kassel 1923
- Ruhrland, Mönchengladbach 1923
- Volk, Freiheit, Vaterland, Hagen 1923
- Gekreuzigt Volk, Kassel 1924
- Fronleichnam in einer alten deutschen Stadt, Mönchengladbach 1927
- Judas, Mönchengladbach 1928
- Von Jesus und seiner Mutter, Mönchengladbach 1928
- Akkordarbeiterin, Gladbach-Rheydt 1930
- Deutsches Volkstum in der Welt, Weimar 1930
- Proletarierin, Weimar 1931
- Blutendes Grenzland und deutsche Treue, Paderborn 1933
- Deutsche Brüder und Schwestern im Auslande, Paderborn 1933
- Deutsches Volk in der Fremde, Oldenburg 1933
- Die deutsche Frau und ihr Volk, Warendorf 1934
- Deutsche jenseits der Grenzen, Halle 1934
- Deutsches Heldentum jenseits der Grenzen, Paderborn 1934
- Deutsche Frauen im Ausland und in den Kolonien, Leipzig 1937
- Deutsche Heimat in Brasilien, Berlin 1937
- Deutsches Herz zwischen Heimat und Fremde, Münster i. W. 1937
- Unser Westfalen, Münster i. W. 1937
- Siedler am Itajahy, Reutlingen 1938
- Westfälische Bauern im Ostland, Berlin 1940
- Grünes Bergland zwischen Ruhr und Sieg, Iserlohn 1941
- Sauerländische Bergheimat, Iserlohn 1941
- Umweg über Brasilien, Berlin 1941
- Die Schule im Urwald, Berlin 1942
- Deutsches Herz zwischen Heimat und Fremde, Münster 1943
- Was die Schildkröte erzählte, Reutlingen 1950
- Mädchen im Urwald, Freiburg 1953
- Land der hohen Wälder, Bielefeld 1954
- Wolter von Plettenberg, Münster i. W. [u. a.] 1955
- Die Legende vom gefangenen Sohn, Münster i. W. 1956
- Die Reise nach Brasilien, Göttingen 1958
- Herz der Frau, Münster i. W. 1959
- Das verlorene Paradies, Emsdetten i. W. 1960

## Übersetzungen
- Pedro Sinzig: Lebendig begraben? Freiburg im Br. 1922